# Acatenango

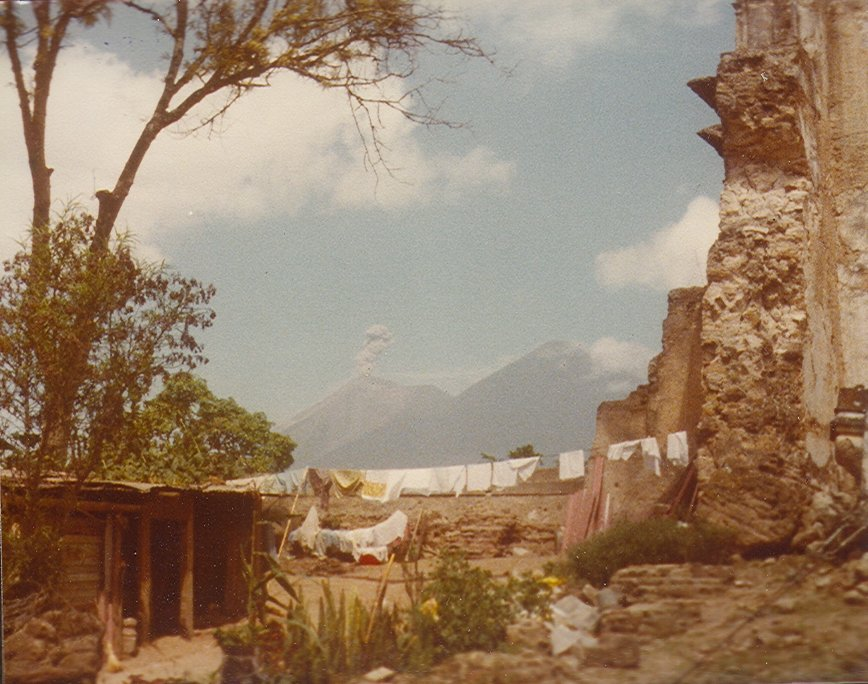
Vue du Volcán de Fuego (à gauche) et de l'Acatenango (à droite) depuis les ruines d'Antigua Guatemala.

L'Acatenango est un volcan du Guatemala. Voisin du Volcán de Fuego situé juste au sud et du Volcán de Agua situé au sud-est, il est situé au sud-ouest de la ville de Guatemala.